# コアックマ

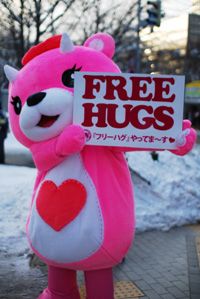
コアックマ

コアックマは、北海道発の北海道応援キャラクター。

## 概要
2008年6月6日にアックマ星から北海道へやってきた、お腹にハートマークを持つピンク色のクマ。双子のアックマと共に、札幌を中心として世界中に笑顔のパワーを広げようと活動を行っている。「SMILE CHANGE THE WORLD（笑顔は世界を変える）」が活動のテーマ。

## プロフィール
- 性別：♀
- 出身地：アックマ星
- 誕生日：アックマ暦20008年6月6日
- 好きな食べ物：野菜と果物、ゼリー
- 好きな色：ピンク、緑、青空、白
- 好きな音楽：魂を感じる音楽
- 好きな言葉：LOVE＆PEACE、ありがとう、SMILE CHANGE THE WORLD
- 曇りなき眼で社会を見つめ、『善のネーション』をこの世に呼び覚ますという使命を持つ。
- 特技：ダンス、料理、マグロを捌く事

## 活動
- コアックマフリーハグキャラバン
  - コアックマキャラバンとは、コアックマが全道179市町村を巡り大好きなフリーハグを通じて笑顔の輪を広めるプロジェクトである。地域のイベントなどにも積極的に参加し、街の魅力をより多くの人に伝えるべく出没している。その様子は情報誌「北海道Walker」や、動画で公開されている。動画はyoutubeだけでなく札幌駅前通地下歩行空間内の北2条ビジョンでも流れており[1]、道行く人々にも映像を通じて地域の特色を伝えている。
- ゲリラ出没
  - 主に札幌市内で不定期に行われており、開始前にはtwitterで告知される。こちらでも、フリーハグを通じて沢山の笑顔の輪を広げている。

- ゆるたび北海道
  - 2011年4月号より北海道Walker公認非公式キャラクターに任命される。
  - 「北海道Walker連載コラム　ゆるたび北海道」は、北海道内の市町村に遊びに行った様子や各地の魅力をコアックマやアックマの目線で伝えている。また、訪れた市町村のキャラクターと仲良く交流している姿も見る事が出来る。
  - 月1回放送「ゆるたび北海道onUSTREAM」では、上記の行き先を視聴者参加型のUSTREAMを通じ決定している。みどころとして、コアックマとアックマ本人によるフリップトークや現地でしか手に入らないお土産のプレゼント企画が挙げられる。

- ネット交流
  - 公式サイトにあるブログやtwitterでは日々の生活を発信し、ゲリラ出没など突発的な情報をお知らせしながらファンと交流している。また、twitterなどインターネット上に投稿された目撃情報やファンによる手描きのイラストなどを一度に見る事が出来るCGM型投稿サイト「こみゅん」を公開している。

イベント出演やゲリラ出没などは、アックマと一緒に登場するのが基本だが、コアックマ単独で登場する場合もある（その逆にアックマ単独での登場もある）。

## 主な出演・受賞など（イベントなどは多数につき除く）
- 2008年
  - 6月6日 - コアックマ誕生。コアックマ　オフィシャルサイト＆ブログ開設
- 2009年
  - 5月 - THE冠の楽曲「傷だらけのヘビーメタル」のPV撮影が札幌市で行われる。PVの一部シーンでは、冠が「コアックマTシャツ 横顔柄」を着て撮影しており、また、登場するアパートの部屋にアックマのステッカーが貼られている。
  - 6月14日 - びえいヘルシーマラソンに出場、5.2747km完走
  - 7月 - STVテレビ番組「What's New?+Cute」レギュラー出演
  - 10月14日 - 「第4回札幌国際短編映画祭」応援団
  - 10月23日 - 「ゆるキャラまつりin彦根～キグるミさみっと2009～」
  - 11月 - 「ロッテFit’sダンスコンテスト」北海道エリアグランプリ獲得
- 2010年
  - 2月5日 - 「さっぽろ雪まつり」コアックマの雪像が制作される
  - 3月 - BS放送「喰うねる家族」レギュラー出演
  - 4月2日 - 北海道179市町村コアックマキャラバンスタート
  - 4月29日 - テレビ東京「ピラメキーノ」出演
  - 6月11日～12日 - YOSAKOIソーラン祭りにゆるキャラ（R）演舞
  - 6月18日 - NHKホールで橋幸夫さんのコンサートのゆるキャラ音頭に参加
  - 7月11日 - 札幌ドームの「北海道マスコットキャラクター大集合」参加
  - 10月8日 - 「第5回札幌国際短編映画祭」応援団
  - 10月23日～24日 - 「ゆるキャラまつりin彦根～キグるミさみっと2010」
  - 11月1日 - クレーンゲームにコアックマ＆アックマグッズが展開
  - 11月3日 - 文化庁メディア芸術祭に出演。札幌にやってきたひこにゃんと共演
  - 12月9日 - 札幌ドームで開かれた北海道日本ハムファイターズ・斎藤佑樹投手（同年のドラフト会議で1位指名）の入団会見にまんべくんとゲリラ※失敗
  - 12月18日 - ダイアモンドビッグ社発行中国向け観光フリーペーパー「グッドラック北海道」にてナビゲートキャラクターに起用。
- 2011年
  - 1月7日 - 北海道観光誘致で中国広州に登場。
- 2013年
  - 11月 - ゆるキャラグランプリ2013にて、全国総合15位、北海道1位になる[2]。
- 2016年
  - 10月29日 - アックマと共に『映画 魔法つかいプリキュア! 奇跡の変身!キュアモフルン!』に「クマ応援団」としてゲスト出演[3]。